# Sora (Kingdom Hearts)
Sora (ソラ?) è il protagonista della serie di videogiochi Kingdom Hearts. Si presenta come un giovane inizialmente insicuro e debole rispetto all'amico Riku, verso il quale nutre una stima smisurata. Ben presto ai due si aggiunge anche una ragazza, Kairi, che Sora e Riku trovano sulla spiaggia dell'isola in cui vivono. Eroe dal cuore puro ed animo nobile, col proseguire della vicenda acquista sempre più fiducia in sé stesso arrivando ad affrontare con coraggio anche i nemici più temibili. Il suo nome in giapponese significa "cielo" (空?, sora), in contrapposizione a Riku (陸?, riku, "terra") e a Kairi (海里?, kairi, "miglio marino") - quest'ultimo contiene il kanji per "mare" (海?, kai). Sora custodisce in sé il cuore di Ventus e lo spirito di Roxas, quest'ultimo il suo Nessuno. Inoltre dentro Sora c'è Xion, la sua Replica creata dall'Organizzazione XIII per duplicare i poteri di Roxas e far sì che Sora non si risvegliasse mai.
All'inizio di Kingdom Hearts ha quattordici anni e in Kingdom Hearts II, avendo dormito per un anno per poter ripristinare completamente i suoi ricordi, ne ha quindici. In origine poteva impugnare il Keyblade grazie alla presenza del cuore di Ventus in lui ma durante gli avvenimenti di Kingdom Hearts, Sora diventerà l'effettivo custode della Catena regale grazie alle sue imprese. In Kingdom Hearts II questa cosa si traduce infatti nella possibilità di usare ora due Keyblade alla volta, come durante le fasi finali dello scontro con Xemnas in cui Sora assalta il capo dell'Organizzazione impugnando sia il suo Keyblade che quello di Riku o in alcune Fusioni che può usare nel gioco.
È arrivato al quinto posto nella classifica dei migliori personaggi di videogiochi di sempre secondo un sondaggio di Famitsū.

## Ideazione del personaggio
Sora è stato progettato da Tetsuya Nomura come protagonista di Kingdom Hearts. Tuttavia, non era originariamente previsto per essere il protagonista poiché la Disney voleva che fosse Paperino a ricoprire il ruolo, mentre Square voleva Topolino. Nomura ha disegnato Sora con i concetti dei personaggi Disney in mente, basando il suo abbigliamento sui tipici guanti bianchi di Topolino, pantaloncini rossi e scarpe gialle giganti. Sora originariamente brandiva un'arma simile a una motosega; tuttavia, l'arma non è stata ben accolta dalla Disney, il che ha portato Nomura a ridisegnare l'arma in un Keyblade. È stato anche progettato con alcuni tratti somatici ispirati ad un leone, che sono stati rimossi poiché lo staff li ha trovati simili a quelli del protagonista di Final Fantasy IX Zidane Tribal. Dopo un colloquio con lo staff Disney, il design è stato ulteriormente rielaborato e Nomura lo ha terminato dopo una notte di lavoro. Essendo originariamente un nuovo personaggio nel primo Kingdom Hearts, Square ha aggiunto personaggi di Final Fantasy che supportassero il protagonista.
Uno dei concetti principali del personaggio di Sora nella serie è che, secondo Nomura, è un ragazzo normale invece che un essere soprannaturale, anche se è profondamente connesso con altri personaggi della serie. Con Sora, Nomura vuole dare ai giocatori il messaggio che anche se non sono "persone importanti", hanno l'opportunità di realizzare grandi cose. Ciò è stato sottolineato nel finale segreto di Birth by Sleep, che Nomura sperava che i giocatori trovassero perché mostrava il potenziale di Sora di influenzare la vita di tutti. Nelle prime versioni dello sviluppo di Birth by Sleep, Nomura pensava che Ventus sarebbe stato effettivamente Sora prima di rinascere, ma a causa del feedback negativo dall'estero, quella trama è stata scartata. Nomura ha affermato che il nome di Sora può essere interpretato come "cielo", poiché è quello che vuol dire in giapponese sora (空). Questo nome è stato scelto anche per simboleggiare il ruolo di Sora e la sua personalità, così come il suo stretto rapporto con Riku e Kairi, rendendo i loro tre nomi insieme "cielo, terra e mare". È stato anche descritto da Nomura come dotato di una personalità estroversa, che gli permette di fare amicizia per tutta la serie. Di tutti i personaggi che Nomura ha disegnato, Sora è il suo preferito, definendolo "speciale" dopo aver lavorato per sviluppare il personaggio in molti giochi

### Sviluppo
Dopo il primo Kingdom Hearts, Nomura era preoccupato che i giocatori non sarebbero stati contenti che Sora avrebbe iniziato Kingdom Hearts II come un personaggio debole con pochi poteri che ancora una volta doveva essere livellato come il primo titolo. Pertanto, Nomura ha sviluppato la trama di Chain of Memories per spiegare come Sora perde le sue abilità nel Castello dell'Oblio e poi ricomincia. Inoltre, con Chain of Memories è stato aggiunto un nuovo mistero riguardante i ricordi di Crepuscopoli di Sora, che sarebbe stato spiegato solo in Kingdom Hearts II. Il team responsabile di Kingdom Hearts II ha espresso difficoltà ad animare Sora in Fusione Valore a causa delle sue animazioni di movimento completamente diverse tranne che per quella di camminata, che è condivisa in tutte le forme di Sora.
Dopo aver terminato Kingdom Hearts II, Nomura ha voluto concedere a Sora una pausa dalla serie per concentrare i seguenti giochi su altri personaggi della serie. Inoltre, gli eventi dal finale di Coded e Birth by Sleep hanno suggerito un nuovo mistero riguardo al personaggio di Sora, che sarebbe stato rivelato in Kingdom Hearts III. Sebbene Nomura avesse dichiarato nel marzo 2010 che Sora sarebbe stato ancora una volta al centro del successivo Kingdom Hearts, aggiunse che lo avrebbe diviso con un altro personaggio di grande importanza. In risposta alle voci che dicevano che la storia di Sora sarebbe finita in Kingdom Hearts III, Nomura ha risposto che Sora è il protagonista della serie e che il suo ruolo finirà al suo termine. Per questo gioco, Nomura era interessato a dare a Sora un nuovo abito, ma era preoccupato di farlo a causa della popolarità del vestito di Kingdom Hearts II del personaggio. Alla fine, ha deciso di crearne uno nuovo poiché Kingdom Hearts III era un nuovo titolo numerato.

### Aspetto e personalità
Sora è un ragazzino con capelli castani "a porcospino" ed occhi azzurri. Al debutto indossava una tuta unica rossa, una giacca bianca con dettagli blu e guanti senza dita bianchi, con grosse scarpe gialle ed una catenina legata alla cintura; inoltre indossa sempre una collana con un pendente a forma di corona. In determinati mondi tuttavia il suo aspetto viene alterato dalla magia di Paperino per adattarsi a diversi ambienti e mimetizzarsi con gli abitanti di quel luogo, ad esempio trasformandosi in un tritone in ambienti sottomarini. Dopo esser cresciuto significativamente durante il sonno tra Chain of Memories e Kingdom Hearts II, Sora riceve un nuovo vestito da Flora, Fauna e Serenella, simile al precedente ma perlopiù nero (scarpe comprese) con dettagli bianchi, gialli e rossi, ed equipaggiato con due spallacci: questo nuovo abito gli permette di fondersi coi suoi alleati, cambiando di aspetto a seconda del potere usato. Durante il suo viaggio nei mondi in Dream Drop Distance, gli abiti di Sora variano diventando una maglietta grigia con una "X" bianca sopra, una giacca grigia con dettagli rossi, dei pantaloni perlopiù rossi coi risvolti grigi, e tornando ad indossare scarpe gialle. In Kingdom Hearts III, in vista dei loro prossimi scontri, Sora riceve da Yen Sid un nuovo set di abiti, confezionati dalle tre fate madrine per proteggerli dall'Oscurità: il completo è composto di una maglietta scollata grigia, giacca e pantaloni grigio scuro con dettagli rossi, bracciali d'arme dello stesso colore, ed un paio di stivaletti neri e gialli; questo completo cambia leggermente di tonalità a seconda di quale trasformazione del Keyblade stia usando Sora.
L'arma principale di Sora è un Keyblade chiamato Catena regale (キングダムチェーン?, Kingudamu Chēn, lett. "Catena del regno") il quale, attraverso l'uso di uno speciale oggetto di equipaggiamento chiamato "keyholder" (portachiavi), può assumere numerose forme uniche legate all'origine del keyholder. Durante Kingdom Hearts II, Sora ottiene anche il potere di brandire due Keyblade, le cui forme dipendono dai keyholder equipaggiati individualmente.
In tutta la serie, Sora è raffigurato come un adolescente allegro che tiene alle sue amicizie e fa affidamento su di loro per trarre forza: di conseguenza, molti dei nemici di Sora usano i suoi amici come esca per sfruttare il Keyblade per i loro scopi. Durante il primo gioco si scopre che non era Sora a dover a brandire il Keyblade ma Riku, e che venne scelto in assenza del suo detentore previsto: nonostante in seguito nel gioco venga in un certo momento reclamato da Riku, la bontà di spirito di Sora vince sul cuore tenebroso dell'amico, qualità che ne fa diventare l'effettivo custode.

## Storia

### Kingdom Hearts Birth by Sleep
Dopo che il maestro Xehanort separa dal cuore di Ventus la sua Oscurità, il ragazzo è ridotto in fin di vita a causa del suo cuore danneggiato; Xehanort decise di deporlo in un luogo tranquillo dove spegnersi in pace ovvero la propria terra natia: le Isole del destino. Lì, il cuore di Ventus entrò in contatto con quello di un appena nascituro Sora, che generosamente si propose di riparare il cuore di Ventus danneggiato, almeno finché non fosse forte abbastanza da ripararlo da solo, permettendo a Ventus di sopravvivere. Questa connessione è inoltre alla base del fatto che Vanitas è praticamente identico al Sora quindicenne in quanto Sora, essendo collegato a Ventus, è anche collegato a Vanitas.
La storia di Terra - Terra giunge alle Isole del destino e nota due bambini, notando la luce di Riku, il quale viene scelto da Terra come suo erede e futuro custode del Keyblade. Sora, una volta che Riku ritorna da lui, gli chiede cosa quell'uomo gli avesse detto, ma Riku gli risponde che è un segreto.
La storia di Aqua - La ragazza giunge anche lei sulle Isole seguendo una luce ed incontra Sora e Riku sulla spiaggia. Subito nota che i due bambini sono la copia dei suoi due amici, Riku assomiglia a Terra, mentre Sora a Ventus, e si chiede se deve affidare il potere del Keyblade a uno dei due ma si accorge che Terra ha già scelto Riku e per questo chiede a Sora di vegliare sul suo amico nel caso egli dovesse in futuro perdersi in sentieri oscuri.
La storia di Ventus - Dopo che Ventus sconfigge Vanitas, che si è fuso forzatamente con lui per creare il χ-blade, perde il proprio cuore, che vaga senza meta. Sora, mentre è in compagnia di Riku, sente in sé una profonda tristezza e chiede all'amico cosa possa essere; Riku allora gli spiega che forse qualcuno di qualche lontano mondo sta male e ha solo bisogno di essere ascoltato. Sora decide di comportarsi come il suo amico gli suggerisce e attraverso il proprio cuore riesce a comunicare con quello di Ventus: proprio in questa occasione il cuore perso di Ventus si rifugia in Sora fino a che il cuore del ragazzo non avesse trovato la forza necessaria per tornare indietro al proprio corpo, evento che darà a quest'ultimo la capacità di brandire un Keyblade.

### Kingdom Hearts
Sora è un ragazzino che passa le sue giornate assieme ai suoi migliori amici Riku e Kairi sulle Isole del destino, casa loro. Un giorno fa un misterioso sogno (il "Tuffo nel cuore") guidato da una voce (forse Ventus) in cui il ragazzino viene messo in guardia dagli Heartless, risvegliandosi dopo averne affrontato uno gigantesco. Destatosi viene punzecchiato dai due per essere un dormiglione, dopodiché i tre si rimettono al'opera per reperire ciò che manca per completare la loro zattera così che, come suggerito da Riku, potranno di viaggiare verso mondi nuovi lasciandosi alle spalle la loro tediosa e monotona vita dell'isola. Cercando ciò che gli serve, Sora entra nel luogo segreto dell'isola, dove c'è una misteriosa porta di legno: vi incontra una figura incappucciata che lo avverte di come il suo mondo fosse stato "collegato all'Oscurità", lasciando Sora confuso. La sera prima della partenza, la costa è sconvolta da una violenta tempesta: Sora si precipita sull'isola per mettere a secco la zattera ma sull'isola viene attaccato dalle misteriose creature del sogno. Fuggendo, Sora si imbatte in Riku che, in modo alquanto misterioso, afferma che la "porta" di quel mondo è stata aperta, invitando l'amico a non avere paura dell'Oscurità che li stava circondando e di venire con lui a vedere finalmente i nuovi mondi. Sora cerca di afferrare Riku mentre vengono inghiottiti dalle tenebre, ma una luce lo libera e Sora si ritrova ad impugnare il Keyblade, riuscendo con esso a farsi largo tra le creature per raggiungere il luogo segreto, incontrando Kairi: la porta di legno si spalanca facendo uscire un forte vento che scaraventa Kairi contro Sora, ma la ragazzina svainisce nell'aria appena prima di arrivargli addosso, e di seguito anche Sora viene gettato fuori dal turbine. Sora quindi di ritrova ad affrontare lo stesso mostro gigante del suo sogno e, una volta sconfitto, viene sbaragliato dalla potenza della tempesta oscura, che nel frattempo ha distrutto le isole.
Sora si risveglia nella Città di mezzo, dove viene preso in custodia per breve tempo da Leon e Yuffie: qui il ragazzo scopre di essere stato scelto come custode del Keyblade e quindi l'unica speranza per difendere i mondi dagli Heartless. Qui conosce anche Pippo e Paperino, emissari di re Topolino inviati a trovare la "chiave". Durante i viaggi per i vari mondi, Sora diventa sempre più forte incontrando nuovi e incredibili amici, nonché rivali e temibili avversari: Sora infatti si troverà ad affrontare i piani di Malefica, una strega malvagia, potentissima, astuta e molto pericolosa che ha riunito un potente gruppo di cattivi Disney (Jafar, Ade, Ursula, Capitan Uncino e il Bau Bau) per sottomettere l'universo col potere degli Heartless.
Nel suo viaggio, Sora incontra più di una volta Riku, il quale, dopo essere scomparso nell'Oscurità la notte della tempesta, ha incontraro Malefica ed è stato da lei soggiogato. La prima volta che si reincontrano, Sora è felice di saper che sia sano e salvo, tuttavia più avanti Riku si mostra per quello che è, rivelando di stare con Malefica e accusando Sora di bighellonare coi suoi nuovi amici mentre lui pensava a trovare un modo di risvegliare Kairi. Giunto con Paperino e Pippo alla Fortezza Oscura, Sora incontra nuovamente Riku impegnato in un duello con la Bestia, al quale salva la vita: in quell'occasione Riku stupisce tutti sottraendo il Keyblade a Sora e, deridendolo, gli lascia la sua vecchia spada di legno. Abbandonato loro malgrado anche da Paperino e Pippo (che hanno l'ordine preciso di seguire il custode del Keyblade), Sora trova la forza di andare avanti nella Bestia, il quale, benché ferito, procede verso la Fortezza. Sora riesce a raggiungere Riku e, protetto da Pippo e Paperino, dimostra di essere il degno custode del Keyblade affermando che la vera forza provenga dal cuore, per poi combattere e sconfiggere Riku, che fugge. Il trio risale la Fortezza e raggiunge il Santuario, dove affronta e sconfigge Malefica, anche quando la strega viene trasformata in un drago per mano di Riku, ormai non più in lui e completamente in balia di una presenza oscura. Lo strano Riku scappa e Sora lo insegue fin davanti a una serratura; qui comprende che l'amico non è più in sé, ma è controllato da qualcun altro: lo spirito di Ansem, studioso dell'Oscurità, che gli rivela che il cuore di Kairi, la sera in cui le Isole del destino vennero distrutte, aveva trovato rifugio in Sora ed è sempre stato con lui. Sora è scioccato da ciò, ma sotto la spinta della sua amica si rifiuta di permettere all'oscuro scienziato di prendere il cuore di Kairi, affrontando e battendo l'amico posseduto. Sora però è cosciente che deve rilasciare il cuore di Kairi perché la Serratura finale, se rimasta incompleta, sarebbe presto collassata: impugna così il Keyblade artificiale di Ansem e si colpisce nel petto liberando il cuore di Kairi, ma divenendo contemporaneamente un Heartless. In seguito la luce di Kairi ristora la sua umanità, permettendo al ragazzo di entrare nella serratura della Fortezza Oscura e chiuderla. Ansem si è intanto rintanato ai Confini del mondo, quanto rimasto dei mondi consumati dagli Heartless nonché il posto più vicino al Regno dell'Oscurità: Sora si dirige lì per sconfiggerlo definitivamente e chiudere la serratura del Kingdom Hearts. Prima di partire, alla Fortezza Oscura, Sora ha anche un durissimo scontro con una misteriosa figura in un soprabito nero, che una volta affrontata scompare lasciando dietro misteriose parole.
Raggiunti i Confini del mondo, Sora e i suoi amici raggiungono Ansem e il ragazzo gli intima di liberare il suo amico. Ansem allora li affronta prima in quello che rimane delle Isole del destino e poi fondendosi col gigantesco Heartless Mondo caotico, ma viene definitivamente sconfitto. In un ultimo tentativo, Ansem richiama a sé la forza oscura del suo Kingdom Hearts, ma viene investito da una calda luce che lo sconfigge definitivamente, facendolo scomparire. Sora, Paperino e Pippo quindi si apprestano a chiudere la porta per il Regno dell'Oscurità venendo aiutati da Riku ed il Re, che si sacrificano rimanendo dall'altra parte della porta: Topolino e Sora, coi loro Keyblade, sigillano la porta ed i mondi distrutti dagli Heartless iniziano gradualmente a formarsi, disgregando i Confini del mondo. Durante questo processo, Kairi viene trasportata da Sora mentre le Isole del destino iniziano a riformarsi: i due si separano nuovamente ma Sora promette all'amica che sarebbe tornato.
Quando i Confini del mondo vengono distrutti, Sora e i suoi amici vengono misteriosamente catapultati in una landa erbosa dove incontrano Pluto. Il cane, che aveva con sé una missiva bollata col marchio di Topolino, forse ha notizie del Re e così il trio si mette al suo inseguimento.

### Kingdom Hearts: Chain of Memories
La notte giunge sulla piana erbosa. Sora facendo due passi incontra una figura misteriosa in soprabito nero che lo esorta a seguirlo lungo uno dei percorsi, conducendolo al Castello dell'Oblio; una misteriosa sensazione convince il trio ad entrare nel castello, dove cominciano immediatamente a dimenticare i propri ricordi: le memorie di Sora su Kairi vengono sostituite lentamente da quelle di una misteriosa ragazza, Naminé, e persino il Grillario si cancella. Nel Castello dell'Oblio incontra quattro membri di una misteriosa Organizzazione, senza sapere che Riku è nei sotterranei del castello.
Salendo, Sora viene manipolato dall'Organizzazione, la quale lo fa scontrare con una copia di Riku e facendolo dubitare su ciò che sa; in più Larxene, un membro dell'Organizzazione, stuzzica Sora dicendogli che Naminé fosse nel castello, dandogli quindi un motivo per andare avanti. Procedendo per i tredici piani del Castello dell'Oblio, Sora attraversa nuovamente i mondi che ha visitato, sconfiggendo nella sua scalata Vexen (il quale viene però effettivamente ucciso da Axel) e Larxene. Grazie ad Axel però, il quale è un doppiogiochista inviato dai piani alti dell'Organizzazione, Sora incontra Naminé, la quale gli spiega cosa stesse accadendo e di come Marluxia, il signore del castello, lo abbia ingannato grazie a lei. Giunto in cima, l'eroe del Keyblade fronteggia Marluxia, battendolo dopo uno scontro cruento.
Naminé, pentita delle azioni compiute, si prodiga quindi per ripristinare i ricordi di Sora, facendolo assopire insieme a Paperino e Pippo in alcune capsule speciali, iniziando un lungo e difficile processo di ricostruzione. Prima che si addormentasse, Sora promette a Naminé di rincontrarsi anche se non si ricorderà di lei.

### Kingdom Hearts II

Sora in Kingdom Hearts II

Risvegliato da un lungo sonno durato un anno e con le memorie a posto, Sora si risveglia a Crepuscopoli e riprende il suo viaggio alla ricerca dell'amico Riku. Il ragazzo però viene subito indirizzato da re Topolino verso un'altra meta: la Torre misteriosa. Qui, Sora, Paperino e Pippo vengono accolti dal maestro di Topolino, Yen Sid, il quale li avvisa di un nuovo nemico: i Nessuno, la controparte degli Heartless comandati dall'enigmatica Organizzazione XIII. All'inizio dell'avventura, Sora giunge alla Fortezza Oscura, dove Leon sta supervisionando la ricostruzione del mondo ed ha instaurato il Comitato di restauro della Fortezza Oscura, del quale fanno parte anche i suoi amici incontrati alla Città di mezzo: Cid, Merlino, Leon, Yuffie ed Aerith, ai quali si aggiungono in seguito Cloud (già incontrato da Sora nel primo capitolo al Monte Olimpo), Tifa e le tre fatine Yuna, Rikku e Paine. Eventualmente, grazie all'intervento di Sora, il mondo torna anche ad avere il suo nome originario: il Giardino radioso.
In questa nuova avventura, Sora viaggia per i mondi ritrovando nuovi e vecchi amici, sventando la minaccia dei Nessuno nonché quella di una rediviva Malefica, la quale è decisa a riprendere i suoi piani di conquista aiutata da Pietro. Imbattendosi in loro, i membri dell'Organizzazione chiamano Sora col nome "Roxas", cosa che lo infastidisce e confonde. Nel viaggio acquisisce nuove conoscenze ed abilità, unendosi infine a re Topolino per l'assalto al Mondo che non esiste, quartier generale dell'Organizzazione XIII e dei Nessuno, dove incontra finalmente Riku. Grazie al suo amico, Sora capisce che l'Organizzazione lo chiama "Roxas" perché quello è il nome del suo Nessuno, e che lo invitassero a tornare con loro o lo chiamassero traditore perché Roxas una volta era parte dei loro ranghi. Risalendo il Castello che non esiste, Sora sconfigge tre dei quattro membri superstiti dell'Organizzazione, Xigbar, Saïx e Luxord, per poi affrontare il loro capo Xemnas assieme a Riku in una duratura ed estenuante battaglia.
Sperduto assieme a Riku nel Regno dell'Oscurità in seguito allo scontro, i due tornano alle Isole del destino grazie al messaggio in bottiglia di Kairi, festeggiando con gli amici. In seguito, nell'epilogo del gioco, Sora riceve un messaggio dal Re, nel quale lo convoca spiegando ciò che ha scoperto. Nell'epilogo di Kingdom Hearts II, Sora dice che ci sono persone legate a lui che stanno soffrendo, ed è per questo che deve partire per salvarle. A quel punto Kairi gli restituisce il portafortuna e Sora le ripromette che glielo riporterà nuovamente indietro.
Dopo la disfatta di Ansem e Xemnas, Yen Sid informa Topolino che il maestro Xehanort è tornato in vita: è dunque compito di Sora e Riku recarsi alla Torre misteriosa per sostenere l'esame per diventare veri maestri del Keyblade.

### Kingdom Hearts 3D: Dream Drop Distancee0.2 Birth by Sleep
In seguito alla sconfitta di Ansem e Xemnas, il malvagio maestro Xehanort è tornato in vita. Infatti, come spiegato da Yen Sid, quando un Heartless e il suo corrispondente Nessuno vengono eliminati, la persona che li aveva generati torna in possesso del proprio cuore. Allo scopo di scongiurare la minaccia di Xehanort, Sora e Riku vengono convocati alla Torre misteriosa per sostenere l'esame del Simbolo di maestria allo scopo di dimostrare di essere Maestri del Keyblade a tutti gli effetti. Come prova, Yen Sid chiede ai due ragazzi di viaggiare attraverso i "Mondi dormienti", ovvero quei mondi che nonostante siano stati riportati indietro in seguito alla loro distruzione non si sono tuttavia liberati completamente dell'oscurità che li attanaglia, e che quindi "riposano" in una sorta di limbo. Sora e Riku avrebbero dovuto aprire le sette serrature nascoste all'interno di questi mondi, in modo da liberarli dal loro sonno: a tale scopo, i due vengono rispediti indietro nel tempo, nella stessa notte in cui le Isole del destino furono inghiottite dall'Oscurità, per poi antrarvi. Durante l'esame però, Sora viene perseguitato da un misterioso ragazzo (che si scoprirà poi essere proprio il giovane Xehanort) e da Xemnas, che cominceranno a far vacillare le sicurezze del ragazzo e architettando una trappola per farlo cadere in mano loro. Alla fine dell'esame infatti, Sora si ritrova non alla Torre misteriosa ma al Mondo che non esiste, dove la trappola scatta e Sora si ritrova a inseguire delle visioni che lo portano ad addentrarsi sempre di più in un sonno profondo, quasi catatonico. Lo scopo di tutto questo era rendere Sora uno dei dodici contenitori nei quali vi è riposto il cuore del maestro Xehanort al fine di far scontrare tredici oscurità contro sette luci e riforgiare l'originale e perduto χ-blade, così da sbloccare il Kingdom Hearts. Prima però che il redivivo maestro Xehanort possa inserire parte del suo cuore in Sora, viene fermato da Riku e Topolino oltre che dal tempestivo intervento di Lea, Paperino e Pippo. Sora però, cadendo in quel sonno, ha danneggiato il suo cuore, che è stato avvolto grazie al cuore di Ventus nell'Armatura del Keyblade del ragazzo ma che è comunque caduto preda dell'Oscurità. Sora quindi viene risvegliato da Riku, che si era tuffato nel suo cuore per liberarlo dall'Oscurità, sancendo la fine dell'esame: solo Riku viene nominato Maestro proprio a causa del fatto che Sora si sia lasciato inghiottire dalle tenebre, ma ciò non lo scoraggia e, dopo aver festeggiato la promozione di Riku, Sora parte da solo in un nuovo viaggio nei Mondi dormienti al fine di rinforzarsi e dimostrare che anche lui è degno di essere nominato Maestro.
Dopo un po', Sora fa ritorno alla Torre misteriosa accolto da Pippo e Paperino, trovando solo Yen Sid nello studio e rimanendo un po' deluso per non aver incontrato i suoi amici al suo ritorno. Yen Sid ribadisce quindi a Sora come il motivo dell'esame a cui lui e Riku sono stati sottoposti era far imparare loro come destare dal sonno, rivelando però che quando Xehanort lo ha fatto addormentare, ha prosciugato anche le sue altre abilità, indebolendolo notevolment. Lo stregone aggiunge comunque che una speranza che Sora recuperi la propria forza esiste anche se non sarà un recupero totale, mettendolo sulle tracce di un "vero eroe" che riuscì a riacquistare tutto il suo potere. Yen Sid quindi affida Sora nelle mani di Pippo e Paperino e i tre partono nel loro viaggio.
Una volta sulla Gummiship, Sora però non sa cosa fare dato che i Ponti tra i mondi si sono richiusi. Pippo ricorda a Sora di fare come Yen Sid gli ha detto e seguire il proprio cuore, ma Sora non sa ancora come agire. Pippo prova a smuovere ancora Sora dicendogli "che il suo cuore possa essere la sua chiave guida", frase che sblocca Sora, il quale apre col suo Keyblade un Ponte dopo di che i tre proseguono per la loro meta: il Monte Olimpo.

### Kingdom Hearts III
Giunti sul Monte Olimpo, Sora trova la città di Tebe sotto attacco da parte dei Titani sguinzagliati da Ade. Raggiunto Ercole, il ragazzo lo aiuta a fermare l'assalto all'Olimpo raggiungendo la casa degli dei, ivi liberando Zeus e sconfiggendo i Titani, costringendo Ade a una nuova ritirata negli Inferi. A questo punto, come unico consiglio, Ercole gli dice che, quando si gettó nello Stige per salvare Megara, fu la forza del suo cuore ad aiutarlo nel momento della difficoltà; Sora fa tesoro delle parole dell'eroe.
Dopo essere tornati alla Torre misteriosa per informare Yen Sid, i tre ripartono vengono contattati da Ienzo, i quali li informa che i dati nascosti da Ansem all'interno del cuore di Sora spiegavano come nel cuore del ragazzo ci fossero altri tre cuori dormienti tra cui quello di Roxas, e che per poter essere salvati, Sora aveva bisogno del potere del risveglio. Insieme a Paperino e Pippo, dunque, riparte alla volta dei mondi per ritrovare la sua forza e il potere del risveglio, partendo da Crepuscopoli alla ricerca di qualche informazione su come risvegliare Roxas. Durante il viaggio, Sora s'imbatte nei membri della Vera Organizzazione XIII, i quali stavano ricavando informazioni dai mondi per ultimare i preparativi per in vista della battaglia finale ed individuare eventuali altre sette luci da usare per forgiare il χ-blade al posto dei guardiani qualora non fossero stati pronti allo scontro.
Dopo essere venuto a sapere da Cip e Ciop che Riku e re Topolino erano intrappolati all'interno del Regno dell'Oscurità, Sora segue nuovamente il suo cuore, giungendo alle Isole del destino: lì trova il Tutore del Maestro, col quale riesce ad entrare nel Reame dell'Oscurità giungendo in soccorso di Riku e Topolino, che erano alle prese con una Aqua corrotta dall'Oscurità. Sora combatte e sconfigge la maestra, scacciando le tenebre che la attanagliavano e recandosi con lei al Castello dell'Oblio, che Aqua riporta al suo antico splendore trasformandolo di nuovo nella Terra di partenza e salvare così Ventus. Arrivati nella sala dove Ven giace addormentato, trovano ad aspettarli Vanitas, desideroso di potersi riunire con l'altra metà del suo cuore: Aqua decide di duellare con lui, ma viene sconfitta. Percependo il pericolo che correva la sua amica, il cuore di Ventus reagisce, consentendo a Sora di sbloccare il potere del risveglio e liberarlo dal suo sonno decennale. Vanitas batte in ritirata soddisfatto, mentre Sora e Ventus si presentano per la prima volta in carne e ossa.
Col termine dell'allenamento di Lea e Kairi, i sette guardiani della luce sono infine riuniti e pronti a raggiungere le tredici oscurità per fermarli e scongiurare il pericolo che Kingdom Hearts venga evocato dal maestro Xehanort. Prima della battaglia finale però, le luci si preparano ognuna per conto proprio e Sora, tornato alle Isole del destino coi suoi amici, mangia un frutto di paopu con Kairi.
Le luci giungono al Cimitero dei Keyblade, dove le oscurità li accolgono sguinzagliando un'orda di Heartless, Nessuno e Nesciens che i sette sconfiggono, prima di radunarsi nuovamente per inseguire Xehanort. i nove si imbattono in Terra-Xehanort, che mette subito fuorigioco Ven e Lea ma viene fermato da Pippo e, a costo della sua vita, annientato da Paperino; in seguito tutti cadono per mano da una gigantesca Marea demoniaca evocata da Riku oscuro, e Riku, prima che scompaiano, dice a Sora di non demoralizzarsi. Ritrovatosi nel Mondo finale (dove incontra anche il Chirithy che un tempo apparteneva a Ventus), un limbo tra sonno e morte a cui appartengono anche le Stazioni del cuore, Sora entra in contatto con Naminé e riesce poi a salvare tutti grazie al potere del risveglio; prima di tornare però, Sora viene avvertito dal giovane Xehanort che non ci sarebbe stato modo di salvarlo per aver abusato di quel potere. I guardiani della luce tornano dunque in vita, ritrovandosi momenti prima alla loro morte. Gli eventi si ripetono ma quando Terra-Xehanort li attacca, questi viene stavolta fermato dalla Volontà residua e la Marea demoniaca viene poi sconfitta da Sora col potere dei custodi del passato. Persino Yen Sid interviene per far sì che i sette guardiani possano andare ad affrontare i tredici studiosi mentre lo stregone viene protetto da Pippo e Paperino.
Arrivati al cospetto di Xehanort, i sette vengono divisi dall'anziano maestro, che evoca un labirinto in cui gli scontri tra le fazioni si susseguono; con l'incedere delle battaglie, anche Terra, Roxas e Xion fanno ritorno. Rimasto solo il maestro Xehanort, l'anziano maestro ha trasformato l'oscurità dei suoi undici alleati caduti in altrettante copie dell'Innominata, ma poiché ne necessita ancora una, annienta Kairi davanti agli occhi increduli delle Luci e di Sora, che in lacrime assalta il maestro ma venendo facilmente respinto. Xehanort ha finalmente forgiato l'agognato χ-blade ma mentre si appresta a riscattare il potere del Kingdom Hearts, viene bloccato dalle Luci, e Sora e Xehanort vengono portati nell'antico mondo di Scala ad Caelum. Ivi il maestro Xehanort si unisce con la manifestazione degli altri dodici Xehanort, ingaggiando uno scontro all'ultimo colpo con Sora, uscendone infine sconfitto.
La battaglia si conclude con uno Xehanort stremato mentre Sora viene raggiunto dai suoi compagni: Xehanort viene convinto dal cuore di Eraqus, che esce da Terra ed assume le sue sembianze, ad arrendersi e dopo che i due sono scomparsi, Sora sigilla il Kingdom Hearts col χ-blade.
Tornati al Cimitero dei Keyblade, nonostante gli avvertimenti di Riku e Topolino, Sora decide di andare a cercare Kairi da solo, capendo che i loro destini sono legati e torna ancora una volta nel Mondo Finale, dove Chirity lo avverte che per salvare Kairi, dovendo abusare nuovamente del potere del risveglio come ha già fatto, sarebbe stato rimosso dall'esistenza. Sora tuttavia va a salvarla ugualmente, rivivendo dall'esterno gli eventi del Cimitero dei Keyblade e ritrovando Kairi a Scala ad Caelum ove, insieme, affrontano e sconfiggono Xehanort. I due quindi tornano alla loro linea temporale ma, alle Isole del destino, per l'abuso del potere del risveglio, Sora scompare davanti agli occhi di Kairi, ritrovandosi al Mondo finale, stavolta senza la possibilità di tornare indietro. Qualche tempo dopo, Sora è raggiunto da Yozora, giunto lì alla sua ricerca: una volta appurate le proprie identità, Yozora lo mette al corrente di avere l'ambiguo compito di "salvarlo" e per questo lo affronta, ma Sora riesce a trionfare. Sconfitto, Yozora va via in un raggio di luce asserendo che i suoi poteri "non servano ancora" ad un confuso Sora mentre quest'ultimo ritorna al Mondo finale.

## Abilità
Sora è molto abile nell'usare il Keyblade, e nel suo repertorio ha anche attacchi speciali (Trio Limite) con Paperino, Pippo o i personaggi ospiti del gruppo. Può portare con lui un elevato numero di oggetti di varia natura.

### Magie
Sora apprende le magie nella Città di mezzo, grazie a Paperino. Ogni magia ha tre stadi di potenza, che si ottengono in genere sconfiggendo dei boss. Le magie del primo capitolo sono:
- Fuoco (Fire)
- Ghiaccio (Blizzard)
- Fulmine (Thunder)
- Vita (Energia)
- Gravità (Antima)
- Aria (Aero)
- Tempo (Stop)
- Invocazioni

In Chain of Memories si possono fare nuove magie combinando gli effetti di quelle vecchie.
- Spirito (Giudizio)
- Magma (Mega Flare)
- Acqua (Aqua Splash)
- Nebbia (Tornado)
- Spettrale (Quake)
- Terra (Warpinator)
- Fumo (Bind)
- Veleno (Confusione)
- Sacro (Teletrasporto)
- Luce (Sancta)

Dopo il sonno di un anno, Sora scorda completamente la magia e la impara nuovamente grazie a Merlino, nella Fortezza Oscura. A differenza del primo capitolo però, Sora non impara più Antima, Aero e Stop ma in loro sostituzione apprende:
- Scudo (Reflex)
- Attrazione (Magnete)

## Trasformazioni
A causa di vari motivi, Sora può assumere sembianze diverse. Grazie alla magia di Paperino infatti, Sora può assumere sembianze diverse in base al mondo che visitano per "confondersi" con i suoi abitanti e sfruttare al meglio il potere del mondo nonché per mantenere il suo ordine. Successivamente, grazie alla magia delle tre fate madrine, Sora potrà cambiare aspetto ed abilità in seguito alla fusione con uno o entrambi i compagni di squadra.

### Trasformazioni fisiche
- Tritone (in Atlantica e relativa prigione ne i Confini del mondo)
- Vampiro (nella Città di Halloween e relativa prigione ne i Confini del mondo)
- Babbo Natale (costume di Babbo Natale nero-bianco che indossa nella Città del Natale, solo Kingdom Hearts II Final Mix)
- Retro (in stile cartone animato anni '20 in bianco e nero, nel Fiume senza tempo)
- Dati (sotto forma di dati elettronici, in Space Paranoids e la Rete)
- Leone (nelle Terre del branco)
- Giocattolo (la Scatola dei giocattoli)
- Mostro (Mostropoli)
- Pirata (i Caraibi)[17]

In particolare la forma Tritone ha pulsanti modificati per permettere al giocatore di nuotare mentre quella Leone ha nuove abilità inerenti al fatto che Sora sia diventato un cucciolo di leone.

### Altre trasformazioni
- Carta (se perde una partita a carte contro un Giocatore d'azzardo o Luxord)
- Dado (se perde una partita a dadi contro un Giocatore d'azzardo o Luxord)
- Shadow (quando ha ridato il cuore a Kairi per salvarla, diventando un Heartless)

### Fusioni
Grazie ai vestiti donatigli da Yen Sid e le tre fate madrine in Kingdom Hearts II, Sora ottiene un nuovo potere chiamato Fusione Turbo (ドライヴフォーム?, Doraivu Fōmu, "Drive Form"): può così fondersi con i suoi compagni di squadra per un tempo limitato, cambiando aspetto ed acquisendo nuovi poteri ed abilità uniche basate su chi si è fuso con lui. Inizialmente Sora può fondersi solo con Pippo o Paperino, mentre in seguito ottiene la capacità di fondersi con entrambi i membri della squadra. In Kingdom Hearts III, piuttosto che con i compagni di squadra, Sora trae potere dal Keyblade che sta usando, attivando così una Fusione Keyblade (フォームチェンジ?, Fōmuchenji, "Formchange"): in questa maniera, Sora può trasformare il Keyblade che sta usando, scatenando la Fusione specifica legata ad esso: in questa maniera, Sora adatta ogni Keyblade alle proprie necessità riuscendo a scatenare meglio e più efficacemente i suoi poteri.

## Accoglienza e critica
Sono stati rilasciati vari tipi di merchandising basati sul personaggio di Sora. Esistono diversi tipi di action figure che mostrano Sora con un aspetto diverso come la sua forma originale, il design di Kingdom Hearts II e altre varianti. Altri accessori includono peluche, collane e cinturini per cellulare.
Nel gennaio 2010, Famitsū ha presentato Sora come il quinto personaggio più popolare di tutti i tempi tra i suoi lettori. È stato anche presentato sulla copertina del numero #1105, mostrando le sue numerose apparizioni nel corso degli anni. UGO Networks ha posto Sora al diciannovesimo posto nella lista dei "25 migliori personaggi dei giochi di ruolo giapponesi" definendolo un personaggio "carismatico e visivamente interessante". Sebbene non sia entrato nella top ten della "Top Ten: List of Videogame Characters" di Electronic Gaming Monthly, Sora è stato comunque notato per la sua crescente popolarità. In un sondaggio ASCII Media Works in cui i fan hanno votato il personaggio di videogiochi o manga con il cui nome avrebbero chiamato i propri figli, il nome di Sora era il secondo nella categoria maschile. In un sondaggio Famitsu del 2011, Sora è stato votato come il personaggio di Kingdom Hearts più popolare, con la sua lotta contro Roxas di Kingdom Hearts II definita come la migliore scena della serie. Si è anche classificato 15° nel sondaggio di Game Informer sui migliori personaggi degli anni 2000.
Nel complesso, critici e fan hanno generalmente elogiato il personaggio di Sora. Quando Sora fu rivelato per la prima volta nel 2002, Giancarlo Varanini di GameSpot considerò "una fusione appropriata degli universi Square e Disney". Ha anche notato comicamente che Sora "non sembra un granché, ma sai come va". Uno scrittore di 1UP.com ha definito Sora "uno dei miei personaggi di Square preferiti di tutti i tempi", lodando la sua personalità allegra. Gamasutra ha commentato il viaggio di Sora lungo la serie nel loro lungometraggio "The Birth of Collecting: The Osiris Archetype In Games" di Jason Johnson; paragonando Sora a Iside, Johnson trovò attraente l'avventura di Sora. IGN ha elogiato il carattere resiliente di Sora, sottolineando come un "ragazzino" così ordinario affrontasse dure sfide durante le sue avventure per amore dell'amicizia, mentre Nicole Monet Kirk di RPGFan lo ha etichettato come un "eroe estremamente simpatico". Inoltre, nel libro "Interactive Storytelling for Video Games: A Player-Centered Approach to Creating Memorable Characters and Stories", si nota che mentre Sora segue l'"archetipo standard dell'eroe", il suo personaggio diventa più credibile e forte quando si preoccupa del suo il destino degli amici. Haley Joel Osment, doppiatore inglese di Sora, è stato elogiato anche da Matt Swidder di Gaming Target, che ha detto che Osment "è perfetto per Sora". Osservando il lavoro di Osment, Louis Bedigian di GameZone ha detto che "Sora aveva qualcosa di raro nei personaggi dei videogiochi: la profondità" lodando anche il suo ruolo in Kingdom Hearts. Bryan Vore di Game Informer ha scoperto che in Kingdom Hearts II Osment è migliorato nel dare voce al personaggio, lodando il suo operato. Nella loro lista di Super Smash Bros. Brawl, IGN ha descritto Sora come "... l'eroe più attivo ed evoluto nell'elenco di questa settimana". IGN lo ha elencato come un possibile personaggio in Brawl, sebbene non sia stato scelto come "la scelta del lettore".
Le trasformazioni di Sora nei vari mondi Disney in Kingdom Hearts II sono state considerate divertenti da Julia Reges di AllGame in virtù della loro varietà. Analizzando anche Kingdom Hearts II, Greg Bemis di G4TV ha elogiato lo sviluppo di Sora nel gioco, inclusa la sua crescita e il fatto che ciascuno dei suoi attacchi sia divertente. Anche se Computer and Video Games hanno anche riscontrato un miglioramento nei movimenti di Sora grazie alle sequenze realizzate con i comandi di reazione, li hanno trovati "abbastanza semplici". Cortney Stone di RPGamer ha dichiarato che Sora ora si muoveva "come un combattente acrobatico" in contrasto con la sua "goffaggine adolescenziale" vista nel primo Kingdom Hearts, e ha apprezzato la trasformazione di Sora in un leone nel sequel. Il suo nuovo vestito è stato anche ben accolto da GameSpy, che ha trovato che fosse un miglioramento rispetto a quello originale. GamesRadar aveva opinioni simili e si è concentrato in particolare sulla trasformazione di Sora e sulle sue nuove abilità. Game Informer definì i Drive Forms di Sora e le sue tecniche combinate con altri personaggi come una delle migliori aggiunte al gameplay. Sebbene IGN avesse anche elogiato la crescita di Sora in Kingdom Hearts II nel loro articolo "Kingdom Hearts III: The IGN Concept", affermò che per rendere il suo ruolo in un sequel futuro più divertente, avrebbe bisogno un maggiore sviluppo. Inoltre, commentando il suo ruolo in un futuro sequel, GamesRadar ha affermato che sarebbe stato necessario che Sora risultasse più vecchio così da rendere la storia più matura.
Sora ha anche ricevuto commenti negativi riguardo alla sua caratterizzazione. È stato terzo nella "I 5 protagonisti più irritanti dei giochi di ruolo" di 1UP.com con lo scrittore Bob Mackey che l'ha definito "una versione umana e matura di Topolino", ha criticato il suo vestito originale e la relazione con Riku e Kairi, e trovandolo meno popolare dei personaggi Disney presenti nella serie. Nel gennaio 2007, Sora è stato elencato come il quarto "più grande idiota" del 2006 da Game Informer, citando le parti cantate di Atlantica del gioco.